# 劉大夏

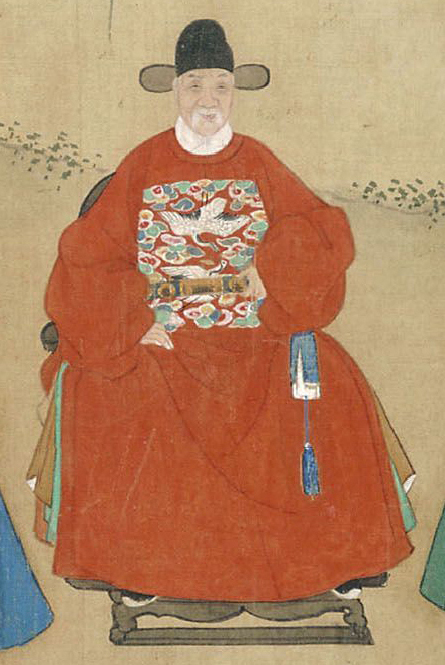
劉大夏

劉 大夏（りゅう たいか、正統元年（1436年） - 正徳11年（1516年））は、明代の政治家。字は時雍。号は東山。本貫は岳州府華容県。広西副使を務めた劉仁宅の子。

## 生涯
天順8年（1464年）に進士となり、翰林庶吉士に任ぜられるが、自ら志望して地方官に転じた。後に福建右参政・広東右布政使・浙江左布政使など地方の要職を歴任した。弘治6年（1493年）に黄河の洪水が発生した時に右副都御史に任ぜられて衛輝府胙城県から徐州に至る20km余りの決壊箇所の堤防を50日で完成させたことから、左副都御史から戸部左侍郎に昇進し、弘治14年（1501年）の暮れに兵部尚書に任じられた。軍事にも明るい事から弘治帝の信任を得て国政にあたった。ところが、次の正徳帝が即位すると、新帝の信任を得られなかった上に宦官の劉瑾からも嫌われていたため、正徳元年（1506年）に辞職して故郷に帰った。だが、劉瑾によって罪を着せられて、正徳3年（1508年）に粛州に流された。粛州にて弘治帝に召された時の記録を『宣召録』（全20巻）として編纂している。2年後に劉瑾が処刑されると、赦免を受けるが官への復帰は辞退している。没後、忠宣の諡号が贈られた。